# 罗克塔亚德和科尼亚克
罗克塔亚德和科尼亚克（法語：Roquetaillade-et-Conilhac，法語發音：[ʁɔktajad e kɔnijak]）是法国奥德省的一个市镇，属于利穆区。该市镇于2019年由原市镇罗克塔亚德和科尼亚克-德拉蒙塔涅合并而成。

## 地理
罗克塔亚德和科尼亚克（42°59'40"N, 2°11'59"E）面积15.80 平方千米，位于法国奧克西塔尼大區奥德省，该省份为法国南部沿海省份，北起塔恩省，西北接上加龙省，西接阿列日省，南至东比利牛斯省，东临地中海，东北与埃罗省接壤。
与罗克塔亚德和科尼亚克接壤的市镇（或旧市镇、城区）包括：马格里、图雷耶、阿莱特莱班、昂蒂尼亚克、拉塞尔庞、布列日。
罗克塔亚德和科尼亚克的时区为UTC+01:00、UTC+02:00（夏令时）。

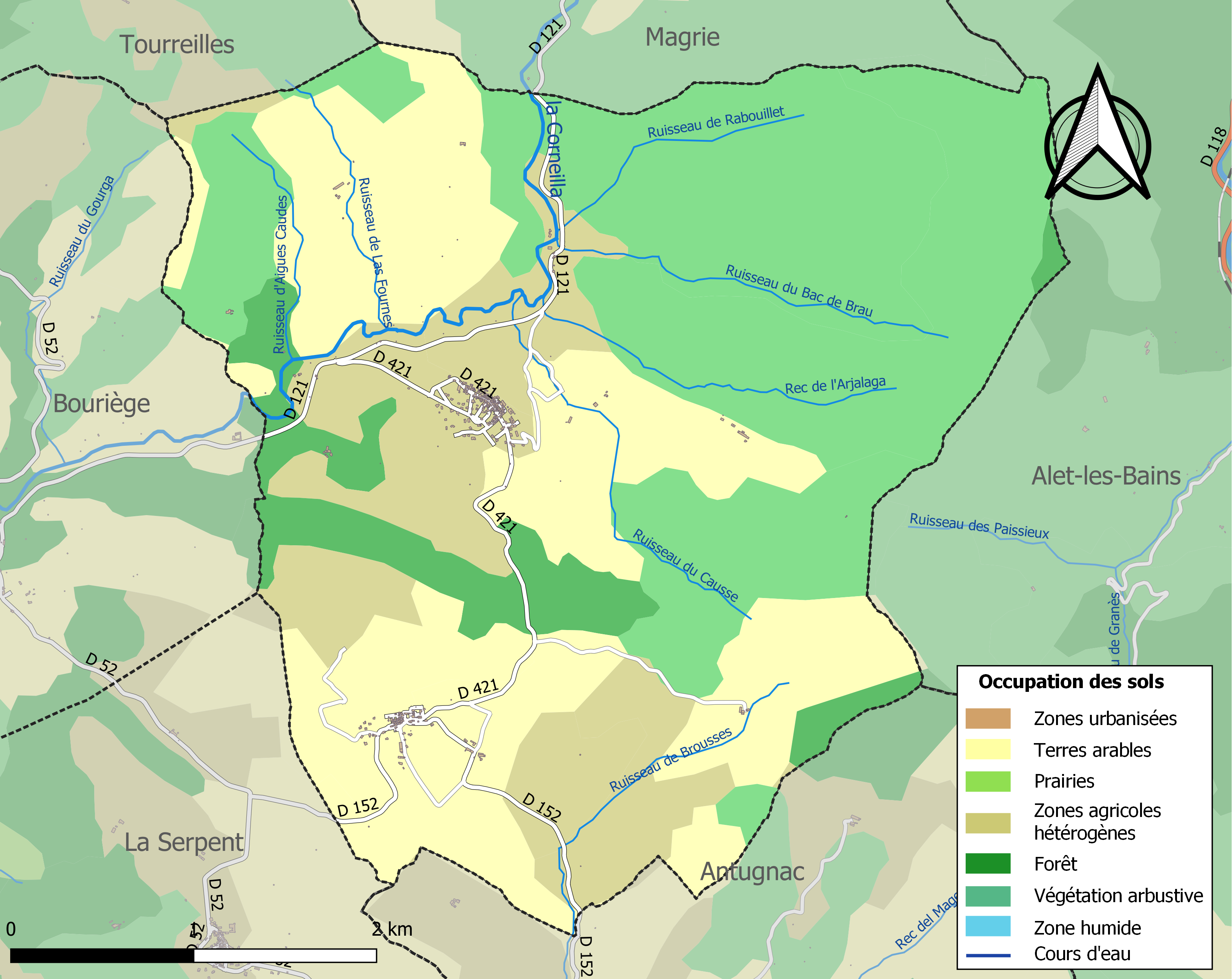
罗克塔亚德和科尼亚克的OSM定位图

## 行政
罗克塔亚德和科尼亚克的邮政编码为11300、11190，INSEE市镇编码为11323。

## 政治
罗克塔亚德和科尼亚克所属的省级选区为上奥德河谷县。

## 人口
罗克塔亚德和科尼亚克于2022年1月1日时的人口数量为269人。